# IC 4561
IC 4561 је спирална галаксија у сазвјежђу Змија која се налази на листи објеката дубоког неба у Индекс каталогу.
Деклинација објекта је + 25° 24' 59" а ректасцензија 15h 36m 47,0s. Привидна величина (магнитуда) објекта IC 4561 износи 14,4 а фотографска магнитуда 15,2. IC 4561 је још познат и под ознакама MCG 4-37-11, CGCG 136-30, PGC 55610.